# Apeadero de Alvarelhos (Línea de Guimarães)
Nota: No confundir con el antiguo Apeadero de Alvarelhos, en la Línea de Beira Alta.
El Apeadero de Alvarelhos fue una plataforma de la Línea de Guimarães, que servía a la localidad de Alvarelhos, en el ayuntamiento de Trofa, en Portugal.

## Historia
El tramo de la Línea de Guimarães entre Trofa y Senhora da Hora, donde este apeadero se situaba, entró en servicio el 21 de marzo de 1932, por la Compañía de los Ferrocarriles del Norte de Portugal.